# 『2012』
『『２０１２』』（ニー・ゼロ・イチ・ニー）は、Acid Black Cherryの3枚目のオリジナルアルバム。2012年3月21日にmotorodから発売された。

## 概要
- オリジナルアルバムとして、前作『Q.E.D.』以来約3年ぶりであり、アルバム作品としてカバーアルバム『Recreation 2』以来約2年ぶりの作品となる。今作はCD+DVD（MUSIC CLIP盤）、CD+DVD（大阪城ホールLIVE盤）、初回生産分のみコンセプト・ストーリーフォトブックが付属されたCD（通常盤）の3形態でリリースされる。
- 2011年9月より発売された5ヶ月連続シングルと今作アルバムの6作品連動応募特典Acid Black Cherry握手会へ合計40,000名様ご招待の応募シリアルが封入されている。
- タイトルの『２０１２』は、「マヤ暦で世界が終わる（2012年人類滅亡説）」ということから付けられており、またそれに関連された架空のストーリーが展開されている[2]。
- タイトルの表記は『』を含めたもので、公式ブログや公式サイトでは全角の数字で『２０１２』となっている[3][4][5]。
- キャッチコピーは「この世に生まれたすべての人間には生きる"権利"と、そして生きる"義務"がある。」
- この『２０１２』に、yasuが込めた思いは、オフィシャルサイトなどで公開されている[3]。
- 2012年4月2日付のオリコン週間チャートでシングル、アルバムを通し、自身初となる週間1位を獲得した。尚、週間1位という記録はJanne Da Arcとしての活動も入れて史上初のことである。この事に関してyasuは、Team Acid Black Cherryのオフィシャルブログにて「こんな形で一位を頂くのも正直複雑な部分もありますが、今日は素直にみなさんの言葉を受け取って喜びたいと思います。」とコメントしている[6]。
- オリコン週間ランキング首位を獲得した今作を足がかりに海外進出を視野に入れ、その第一歩として今作のアジア盤を制作。台湾と香港では2012年4月13日に発売され、韓国では2012年4月19日に発売された。
- 2025年1月27日、Acid Black Cherryのプロデューサーである菊池真太郎が立ち上げたレーベル「LtOVES」への移籍に伴い、全曲リマスタリングされ、そして「Re:birth」には新ミックスが施された新音源として再配信された[7]。

## 収録内容

### 初回生産限定盤・通常盤
- 「少女の祈りIII」を除くシングル曲はシングルバージョンと変わりないが、一部ボーカルがシングルバージョンより聴き取りやすくなっているなど、ミックスが僅かに変更されているものがある。

| 全作詞・作曲・編曲: 林保徳。 |                                        |        |            |      |
| #                            | タイトル                               | 作詞   | 作曲・編曲 | 時間 |
| 1.                           | 「〜until〜」                          | 林保徳 | 林保徳     | 1:10 |
| 2.                           | 「Fallin' Angel」                      | 林保徳 | 林保徳     | 5:08 |
| 3.                           | 「in the Mirror」                      | 林保徳 | 林保徳     | 4:14 |
| 4.                           | 「ピストル」                           | 林保徳 | 林保徳     | 4:29 |
| 5.                           | 「少女の祈りIII 〜『２０１２』ver.〜」 | 林保徳 | 林保徳     | 4:58 |
| 6.                           | 「Re:birth」                           | 林保徳 | 林保徳     | 4:25 |
| 7.                           | 「指輪物語」                           | 林保徳 | 林保徳     | 4:57 |
| 8.                           | 「CRISIS」                             | 林保徳 | 林保徳     | 4:32 |
| 9.                           | 「〜the day〜」                        | 林保徳 | 林保徳     | 0:36 |
| 10.                          | 「その日が来るまで」                   | 林保徳 | 林保徳     | 5:24 |
| 11.                          | 「so…Good night.」                     | 林保徳 | 林保徳     | 4:20 |
| 12.                          | 「doomsday clock」                     | 林保徳 | 林保徳     | 4:42 |
| 13.                          | 「蝶」                                 | 林保徳 | 林保徳     | 4:49 |
| 14.                          | 「イエス」                             | 林保徳 | 林保徳     | 5:55 |
| 15.                          | 「シャングリラ」                       | 林保徳 | 林保徳     | 4:19 |
| 16.                          | 「〜comes〜」                          | 林保徳 | 林保徳     | 1:32 |
| 合計時間:                    | 合計時間:                              | 65:30  |            |      |

### MUSIC CLIP盤
- 今作に収録されているシングル曲のPVとそれぞれ別バージョンの映像、及びアルバムに収録のPVについてyasuが振り返るスペシャルインタビューが収録されている。

| #  | タイトル                                | 作詞 | 作曲・編曲 |
| -- | --------------------------------------- | ---- | ---------- |
| 1. | 「Re:birth」                            |      |            |
| 2. | 「少女の祈りIII」                       |      |            |
| 3. | 「ピストル」                            |      |            |
| 4. | 「シャングリラ」                        |      |            |
| 5. | 「CRISIS」                              |      |            |
| 6. | 「イエス」                              |      |            |
| 7. | 「yasu [MUSIC CLIP] Special Interview」 |      |            |

### 大阪城ホールLIVE盤
- 2011年12月25日に行われた大阪城ホール公演からのライブ映像を収録。なお、後に発売されたライブ・ビデオ集『10th Anniversary Live History -BEST-』には、当日に演奏された全ての楽曲が収録されている。

| #   | タイトル             | 作詞 | 作曲・編曲 |
| --- | -------------------- | ---- | ---------- |
| 1.  | 「Opening Movie」    |      |            |
| 2.  | 「CRISIS」           |      |            |
| 3.  | 「蝶」               |      |            |
| 4.  | 「眠り姫」           |      |            |
| 5.  | 「冬の幻」           |      |            |
| 6.  | 「Black Cherry」     |      |            |
| 7.  | 「ピストル」         |      |            |
| 8.  | 「少女の祈りIII」    |      |            |
| 9.  | 「Re:birth」         |      |            |
| 10. | 「SPELL MAGIC」      |      |            |
| 11. | 「イエス」           |      |            |
| 12. | 「シャングリラ」     |      |            |
| 13. | 「20+∞Century Boys」 |      |            |

### 楽曲解説
1. ピストル
11thシングル表題曲。5ヶ月連続シングルリリースの第1弾。
2. 少女の祈りIII 〜『２０１２』ver.〜
10thシングル表題曲のアルバムバージョン。
3. Re:birth
9thシングル表題曲。PlayStation 3専用ソフト『Another Century's Episode:R』主題歌。
4. CRISIS
14thシングル表題曲。5ヶ月連続シングルリリースの第4弾。
5. その日が来るまで
東日本大震災が起こった後最初に出来た楽曲。元々音源化するつもりはなかったとのこと[2]。
ちなみに本作収録のインストゥルメンタル楽曲のタイトルを繋ぎ合わせるとこの楽曲のタイトルになる。
6. 蝶
13thシングル表題曲。5ヶ月連続シングルリリースの第3弾。
7. イエス
15thシングル表題曲。5ヶ月連続シングルリリースの第5弾。
8. シャングリラ
12thシングル表題曲。5ヶ月連続シングルリリースの第2弾。